# Namea calcaria
Namea calcaria är en spindelart som beskrevs av Raven 1984. Namea calcaria ingår i släktet Namea och familjen Nemesiidae.
Artens utbredningsområde är Queensland. Inga underarter finns listade i Catalogue of Life.